# Jackie Robinson (cestista 1955)
Jackie Lee Robinson (Los Angeles, 20 maggio 1955) è un ex cestista statunitense, professionista nella NBA, in Italia, Israele e Spagna.

## Carriera
Venne selezionato dagli Houston Rockets al quarto giro del Draft NBA 1978 (67ª scelta assoluta).

## Palmarès
- Campionato NBA: 1

Seattle Supersonics: 1979
- All-WBA Second Team (1979)